# Pető György
Pető György (Nagykanizsa, 1955. január 10. –) pszichológus, katona, rendőr, politikus, kommunikációs szakember.

## Tanulmányok
A Rendőrtiszti Főiskolán 1978-ban, majd 1984-ben az Eötvös Loránd Tudományegyetem pszichológia szakán szerzett diplomát. Doktori fokozatot 1988-ban a Zrínyi Miklós Katonai Akadémián ért el.

## Aktív életút
A Rendőrtiszti Főiskola elvégzése után a III/II-es Csoportfőnökség (kémelhárítás) hivatásos állományú munkatársa volt. 1984-től az ifjúsági mozgalomban dolgozott különböző választott tisztségekben. Így 1984-től a BM KISZ Bizottság egyik titkára, majd a KISZ KB Honvédelmi Nevelési Tanácsának a titkára volt – miközben hivatásos jogviszonyát megtartotta.

## Óbudai alpolgármester
2002 és 2006 között MSZP-s óbudai alpolgármesterként dolgozott Tarlós István független polgármester mellett. A főpolgármesteri címre aspiráló Tarlós István távozásával 2006-ban Pető az MSZP színeiben indult polgármesterjelöltként „csak ha a lakáskulcsát is rám bízná” szlogennel. A 2006 szeptemberében nyilvánosságra került őszödi beszéd hatására az egyébként esélyesnek látszó választási győzelme elmaradt.
A következő ciklusban is képviselő volt Óbudán, az MSZP-frakciót vezette, míg 2008 elején kilenc párttársával együtt ki nem lépett a frakcióból. 2009 októberétől függetlenként folytatta a munkát a kerületben.

## Tarlós István munkacsoportja
2009-ben Tarlós István megbízásából működni kezdett egy munkacsoport, melynek munkájában Pető György is részt vett. A csoport célja az volt, hogy az akkor már a budapesti közgyűlésben frakcióvezetőként tevékenykedő Tarlós Istvánt támogassa a 2010-es önkormányzati választásokon. Tagjai politikusokból és a fővárosi cégek akkori vagy korábbi munkatársaiból, tisztségviselőiből álltak. Vezetője György István volt, aki 2010 után Tarlós helyettese lett.

## BRFK
Pető György 2009 végén a Budapesti Rendőr-főkapitányság (BRFK) gazdaságvédelmi főosztályán kezdett dolgozni közalkalmazottként. E pozíciójában a fővárosi cégekben történt visszaélésekkel foglalkozott.

## FBI
Pető György 2010 októberében a főpolgármesteri hivatalhoz tartozó, frissen alapított Fővárosi Biztonsági Iroda (FBI) és a Fővárosi Közterület-felügyelet élére került. A főpolgármester felkérésére az őszi önkormányzati választás után az FBI vezetőjeként felügyeli az önkormányzat cégeinek, így például az FKF Zrt.-nek is a korrupcióellenes tevékenységét.  Az FBI feladata ugyanis a főváros biztonságának javítása, vagyonának védelme, „a gazdasági társaságoknál tapasztalható korrupció és más, a város kárára való folyamatok megfékezése”. 2019. novemberéig – nyugdíjazásáig - a Fővárosi Önkormányzati Rendészeti Igazgatóság (FÖRI) igazgatói posztját töltötte be.

## Második karrier
Nyugdíjazását követően 2022-től a győri Széchenyi István Egyetem 100%-os tulajdonában lévő Rejuniva Kft ügyvezetője, amely munkában pszichológusi végzettségét kamatoztatja.